# Traian T. Coșovei
Traian T. Coșovei (n. 28 noiembrie 1954 – d. 1 ianuarie 2014) a fost un poet român aparținând generației literare 80. A fost membru al Uniunii Scriitorilor din România.

## Biografie
La 4 ani știa deja să citească și debuta artistic dictând poeme musafirilor săi. Fire temperamentală, nonconformistă și puțin cam impulsivă, devine în scurt timp cunoscut pentru caracterul său.
Odată cu intrarea la școală, își schimbă și preocupările, orientându-se către construcția de navete spațiale în podul casei, din resturi de televizoare și frigidere. Acest elan creator dispare în momentul intervenției locatarilor, îngrijorați de ascensiunea foarte gălăgioasa a micului astronaut. Totuși, reușește să se consoleze împreună cu prietenii tăind cablurile antenelor TV și aducând astfel pentru o săptămână liniștea absolută în casele vecinilor.
Marcat puternic de separarea părinților, pe când avea 12 ani, găsește remediul citind foarte mult și devenind un client permanent al Librăriei Sadoveanu din București. Aici se interesează de scriitori precum Jean Paul Sartre, Albert Camus, Charles Baudelaire sau William Faulkner și e repede etichetat de către personalul librăriei drept un copil teribil.
Îl pasionează pictura și vrea să intre la Arhitectură, însă constată cu amărăciune că nu îi plac matematicile. Se îndreaptă ulterior spre Teatru, dar e anunțat că majoritatea locurilor s-au ocupat deja înainte de examen, prin telefon. În cele din urmă, hotărăște să dea examen la Filologie (Facultatea de Litere a Universității bucureștene), unde intra al doilea în urma examenului de admitere.
În anii ‘80, ia parte la cenaclul condus de criticul literar Ovid S. Crohmălniceanu, iar apoi la Cenaclul de Luni al lui Nicolae Manolescu. Împreună cu poeții Florin Iaru, Ion Stratan și Mircea Cărtărescu, creează primul nucleu elitist al Generației ‘80 (Generația în blugi).  Comitetul avea puterea de a decide cine intra și cine nu intra în acest club de literați. Banii pentru editarea antologiei Aer cu diamante reușește să-i obțină de la mama lui.
Traian Coșovei este și astăzi considerat un spirit liber, nonconformist, prin literatura sa de o mare originalitate, o poezie tânără comparabilă cu aceea a Marianei Marin, a lui Mircea Cărtărescu, Alexandru Mușina, Florin Iaru sau Andrei Bodiu.

## După 1990
În anul 1990, redactează împreună cu Dan Goanță revista Vești proaste, din care apar 6 numere, iar mai târziu, împreună cu prozatorul Mircea Nedelciu, editează ziarul Punga d'un kil - organ de stat la coadă. Acesta era tipărit pe pungi de hârtie destinată ambalării produselor alimentare, sub deviza: Vom fi mai mult decât ocaua lui Cuza.
De-a lungul timpului, a fost recompensat cu Premiul Uniunii Scriitorilor, Premiul Asociației Scriitorilor din București, Premiul Academiei Române și chiar Premiul Uniunii Tineretului Comunist.
A fost prieten și susținător al mai tânărului poet constănțean Eduard Zalle, căruia i-a scris prefațele primelor patru cărți publicate de acesta începând cu 2009 și al tânărului mare poet Adrian Suciu.

## Cărți publicate

### Volume
- - Ninsoarea electrică, ed. Cartea Românească 1978
- - 1, 2, 3 SAU… , ed. Albatros 1980
- - Cruciada întreruptă, ed. Cartea Românească 1982
- - Aer cu diamante (antologie colectivă), ed. Litera 1982
- - Poemele siameze, ed. Albatros 1983
- - În așteptarea cometei, ed. Cartea Românească 1986
- - Rondul de noapte, ed. Militară 1987
- - Pornind de la un vers (critică literară), ed. Eminescu 1990
- - Bătrânețile unui băiat cuminte”, ed. Pontica 1994
- - Mickey Mouse e mort, ed. Cartea Românească 1994
- - Ioana care rupe poeme, ed. Asociația Scriitorilor & Cartea Românească 1996
- - Patinează sau crapă!, ed. Axa 1997
- - Ninsoarea electrică, ediția a II-a, ed. Vinea, 1998
- - Percheziționarea îngerilor, ed. Crater, 1998
- - Lumină de la frigider, ed. Cartea Românească, 1998
- - Bună dimineața, Vietnam!, ed. Călăuza, 1999
- - Hotel Urmuz (critică literară), ed. Călăuza, 2000
- - Institutul de glasuri, antologie, ed. Cartea Românească, 2002
- - Vânătoarea pe capete, Ed. Libra, 2002
- - Greva căpșunelor, Ed. Libra, 2004
- - Aerostate plângând, Ed. Tracus Arte, 2010
- - Jurnalul morilor de vânt, Ed. Tracus Arte, 2012
- - Aritmetica pleoapelor, Ed. Tracus Arte, 2013
- - Elegii pentru o bucată de iaht, (antologie), Ed. Tracus Arte, 2014

### Antologii
Este prezent în:
- Streiflicht – Eine Auswahl zeitgenössischer rumänischer Lyrik (81 rumänische Autoren), - "Lumina piezișă", antologie bilingvă cuprinzând 81 de autori români în traducerea lui Christian W. Schenk, Dionysos Verlag 1994, ISBN 3980387119

## Premii
- Premiul Uniunii Scriitorilor, 1979
- Premiul Asociației Scriitorilor din București, 1994
- Premiul Academiei Române, 1996
- Premiul Internațional "Nichita Stănescu", 2000
- Premiul Asociației Scriitorilor din București, 2004